# Legkowo (obwód włodzimierski)
Legkowo (ros. Легково) – wieś (dieriewnia) w Rosji, w obwodzie włodzimierskim, w rejonie aleksandrowskim. W 2010 liczyła 357 mieszkańców.